# Список птахів Ефіопії
Це перелік видів птахів, зафіксованих на території Ефіопії. Авіфауна Ефіопії налічує загалом 881 вид, з яких 20 видів є ендемічними. 1 вид був інтродукований людьми. Статус 11 видів є невизначеним. 16 видів не були зафіксовані, однак, імовірно, присутні на території країни.

## Позначки
Наступні теги використані для виділення деяких категорій птахів.
- (А) Випадковий — вид, який рідко або випадково трапляється в Ефіопії
- (Е) Ендемічий — вид, який є ендеміком Ефіопії
- (I) Інтродукований — вид, завезений до Ефіопії як наслідок, прямих чи непрямих дій людських дій
- (S) Статус — вид з невизначеним статусом
- (H) Гіпотетичний — не зафіксований вид, який, однак, імовірно, присутній на території Ефіопії

## Страусоподібні(Struthioniformes)
Родина: Страусові (Struthionidae)
- Страус африканський, Struthio camelus
- Страус сомалійський, Struthio molybdophanes

## Гусеподібні(Anseriformes)
Родина: Качкові (Anatidae)
- Свистач білоголовий, Dendrocygna viduata
- Свистач рудий, Dendrocygna bicolor
- Стромярка, Thalassornis leuconotus
- Каргарка ефіопська, Cyanochen cyanoptera (E)
- Качка шишкодзьоба, Sarkidiornis melanotos
- Каргарка нільська, Alopochen aegyptiaca
- Огар рудий, Tadorna ferruginea
- Галагаз євразійський, Tadorna tadorna (A)
- Шпорокрил, Plectropterus gambensis
- Чирянка-крихітка африканська, Nettapus auritus
- Чирянка велика, Spatula querquedula
- Чирянка жовтощока, Spatula hottentota
- Широконіска північна, Spatula clypeata
- Нерозень, Mareca strepera
- Свищ євразійський, Mareca penelope
- Качка чорна, Anas sparsa
- Крижень жовтодзьобий, Anas undulata
- Крижень звичайний, Anas platyrhynchos
- Чирянка африканська, Anas capensis
- Шилохвіст червонодзьобий, Anas erythrorhyncha
- Шилохвіст північний, Anas acuta
- Чирянка мала, Anas crecca (S)
- Чернь червоноока, Netta erythrophthalma
- Попелюх звичайний, Aythya ferina
- Чернь білоока, Aythya nyroca
- Чернь чубата, Aythya fuligula
- Савка африканська, Oxyura maccoa

## Куроподібні(Galliformes)
Родина: Цесаркові (Numididae)
- Цесарка рогата, Numida meleagris
- Цесарка синьогруда, Acryllium vulturinum

Родина: Токрові (Odontophoridae)
- Куріпка скельна, Ptilopachus petrosus

Родина: Фазанові (Phasianidae)
- Турач чубатий, Ortygornis sephaena
- Турач вохристоголовий, Campocolinus coqui
- Турач гірський, Scleroptila psilolaema (Е)
- Турач південний, Scleroptila gutturalis
- Перепілка звичайна, Coturnix coturnix
- Перепілка-арлекін, Coturnix delegorguei
- Куріпка аравійська, Ammoperdix heyi (H)
- Турач ефіопський, Pternistis castaneicollis
- Турач меганський, Pternistis atrifrons
- Турач суданський, Pternistis erckelii
- Турач тропічний, Pternistis squamatus
- Турач савановий, Pternistis clappertoni
- Турач червоноокий, Pternistis harwoodi (E)
- Турач жовтогорлий, Pternistis leucoscepus

## Фламінгоподібні(Phoenicopteriformes)
Родина: Фламінгові (Phoenicopteridae)
- Фламінго рожевий, Phoenicopterus roseus
- Фламінго малий, Phoeniconaias minor

## Пірникозоподібні(Podicipediformes)
Родина: Пірникозові (Podicipedidae)
- Пірникоза мала, Tachybaptus ruficollis
- Пірникоза велика, Podiceps cristatus
- Пірникоза чорношия, Podiceps nigricollis

## Голубоподібні(Columbiformes)
Родина: Голубові (Columbidae)
- Голуб сизий, Columba livia (I)
- Голуб цяткований, Columba guinea
- Columba albitorques
- Columba arquatrix(інші мови)
- Columba delegorguei(інші мови) (A)
- Голуб білощокий, Columba larvata
- Горлиця звичайна, Streptopelia turtur
- Streptopelia lugens(інші мови)
- Streptopelia roseogrisea(інші мови)
- Streptopelia reichenowi(інші мови)
- Streptopelia decipiens(інші мови)
- Streptopelia semitorquata(інші мови)
- Streptopelia capicola(інші мови)
- Streptopelia vinacea(інші мови)
- Горлиця мала, Streptopelia senegalensis
- Горлиця сомалійська, Turtur chalcospilos
- Горлиця абісинська, Turtur abyssinicus
- Горлиця рожевочерева, Turtur afer
- Горлиця білолоба, Turtur tympanistria
- Горлиця капська, Oena capensis
- Вінаго жовточеревий, Treron waalia
- Вінаго африканський, Treron calvus

## Рябкоподібні(Pterocliformes)
Родина: Рябкові (Pteroclidae)
- Рябок пустельний, Pterocles exustus
- Рябок сенегальський, Pterocles senegallus
- Рябок жовтогорлий, Pterocles gutturalis
- Рябок кенійський, Pterocles decoratus
- Рябок абісинський, Pterocles lichtensteinii
- Рябок суданський, Pterocles quadricinctus

## Дрохвоподібні(Otidiformes)
Родина: Дрохвові (Otididae)
- Дрохва аравійська, Ardeotis arabs
- Дрохва африканська, Ardeotis kori
- Дрохва кафрська, Neotis denhami  (A)
- Дрохва ефіопська, Neotis heuglinii
- Корхаан білочеревий, Eupodotis senegalensis
- Корхаан малий, Eupodotis humilis
- Дрохва сомалійська, Lophotis gindiana
- Дрохва чорночерева, Lissotis melanogaster
- Дрохва суданська, Lissotis hartlaubii

## Туракоподібні(Musophagiformes)
Родина: Туракові (Musophagidae)
- Турако сірокрилий, Tauraco leucotis
- Турако ефіопський, Tauraco ruspolii (E)
- Галасник гологорлий, Corythaixoides personatus
- Галасник білочеревий, Corythaixoides leucogaster
- Галасник руандійський, Crinifer zonurus

## Зозулеподібні(Cuculiformes)
Родина: Зозулеві (Cuculidae)
- Коукал сенегальський, Centropus senegalensis
- Коукал ефіопський, Centropus monachus
- Коукал білобровий, Centropus superciliosus
- Коукал африканський, Centropus grillii
- Малкога зелена, Ceuthmochares australis
- Зозуля чубата, Clamator glandarius
- Зозуля африканська, Clamator levaillantii
- Зозуля строката, Clamator jacobinus
- Дідрик білощокий, Chrysococcyx caprius
- Дідрик білочеревий, Chrysococcyx klaas
- Дідрик жовтогрудий, Chrysococcyx cupreus
- Зозуля чорна, Cuculus clamosus
- Зозуля червоновола, Cuculus solitarius
- Зозуля саванова, Cuculus gularis
- Зозуля звичайна, Cuculus canorus

## Дрімлюгоподібні(Caprimulgiformes)
Родина: Дрімлюгові (Caprimulgidae)
- Дрімлюга-прапорокрил камерунський, Caprimulgus longipennis
- Дрімлюга звичайний, Caprimulgus europaeus
- Дрімлюга танзанійський, Caprimulgus fraenatus
- Дрімлюга буланий, Caprimulgus aegyptius
- Дрімлюга нубійський, Caprimulgus nubicus
- Дрімлюга сомалійський, Caprimulgus donaldsoni
- Дрімлюга рудогорлий, Caprimulgus nigriscapularis (H)
- Дрімлюга міомбовий, Caprimulgus pectoralis (H)
- Дрімлюга гірський, Caprimulgus poliocephalus
- Дрімлюга болотяний, Caprimulgus natalensis
- Дрімлюга блідий, Caprimulgus inornatus
- Дрімлюга джибутійський, Caprimulgus stellatus
- Дрімлюга субтропічний, Caprimulgus solala (E)
- Дрімлюга плямистий, Caprimulgus tristigma
- Дрімлюга польовий, Caprimulgus climacurus
- Дрімлюга ефіопський, Caprimulgus clarus

## Серпокрильцеві(Apodiformes)
Родина: Серпокрильцеві (Apodidae)
- Серпокрилець зімбабвійський, Schoutedenapus myoptilus
- Серпокрилець білочеревий, Apus melba
- Серпокрилець еритрейський, Apus aequatorialis
- Серпокрилець чорний, Apus apus
- Серпокрилець бурий, Apus niansae
- Серпокрилець блідий, Apus pallidus (A)
- Серпокрилець капський, Apus barbatus (A)
- Серпокрилець малий, Apus affinis
- Серпокрилець ефіопський, Apus horus
- Серпокрилець білогузий, Apus caffer
- Серпокрилець пальмовий, Cypsiurus parvus

## Журавлеподібні(Gruiformes)
Родина: Sarothruridae
- Погонич жовтоплямистий, Sarothrura elegans (A)
- Погонич рудоволий, Sarothrura rufa
- Погонич білокрилий, Sarothrura ayresi

Родина: Пастушкові (Rallidae)
- Пастушок африканський, Rallus caerulescens
- Деркач лучний, Crex crex
- Деркач африканський, Crex egregia
- Пастушок ефіопський, Rougetius rougetii
- Погонич звичайний, Porzana porzana
- Курочка мала, Paragallinula angulata
- Курочка водяна, Gallinula chloropus
- Лиска звичайна, Fulica atra (A)
- Лиска африканська, Fulica cristata
- Султанка африканська, Porphyrio alleni
- Султанка зеленоспинна, Porphyrio madagascariensis
- Amaurornis flavirostris(інші мови)
- Погонич малий, Zapornia parva (A)
- Погонич-крихітка, Zapornia pusilla

Родина: Лапчастоногові (Heliornithidae)
- Лапчастоніг африканський, Podica senegalensis

Родина: Журавлеві (Gruidae)
- Журавель-вінценос південний, Balearica regulorum (A)
- Журавель-вінценос північний, Balearica pavonina
- Журавель степовий, Anthropoides virgo (A)
- Журавель білошиїй, Bugeranus carunculatus
- Журавель сірий, Grus grus

## Сивкоподібні(Charadriiformes)
Родина: Лежневі (Burhinidae)
- Лежень заїрський, Burhinus vermiculatus
- Лежень степовий, Burhinus oedicnemus
- Лежень індійський, Burhinus indicus
- Лежень річковий, Burhinus senegalensis
- Лежень плямистий, Burhinus capensis

Родина: Pluvianidae
- Бігунець єгипетський, Pluvianus aegyptius

Родина: Чоботарові (Recurvirostridae)
- Кулик-довгоніг чорнокрилий, Himantopus himantopus
- Чоботар синьоногий, Recurvirostra avosetta

Родина: Куликосорокові (Haematopodidae)
- Кулик-сорока євразійський, Haematopus ostralegus

Родина: Сивкові (Charadriidae)
- Сивка морська, Pluvialis squatarola
- Сивка звичайна, Pluvialis apricaria (S)
- Сивка бурокрила, Pluvialis fulva
- Чайка білоголова, Vanellus crassirostris
- Чайка строката, Vanellus armatus (H)
- Чайка шпорова, Vanellus spinosus
- Чайка чорночуба, Vanellus tectus
- Чайка чорнокрила, Vanellus melanopterus
- Чайка чорнолоба, Vanellus coronatus
- Чайка сенегальська, Vanellus senegallus
- Чайка чорноголова, Vanellus melanocephalus (E)
- Чайка степова, Vanellus gregarius
- Чайка білохвоста, Vanellus leucurus (A)
- Пісочник монгольський, Charadrius mongolus
- Пісочник товстодзьобий, Charadrius leschenaultii (A)
- Пісочник каспійський, Charadrius asiaticus
- Пісочник-пастух, Charadrius pecuarius
- Пісочник морський, Charadrius alexandrinus
- Пісочник великий, Charadrius hiaticula
- Пісочник малий, Charadrius dubius
- Пісочник білобровий, Charadrius tricollaris

Родина: Мальованцеві (Rostratulidae)
- Мальованець афро-азійський, Rostratula benghalensis

Родина: Яканові (Jacanidae)
- Якана мала, Microparra capensis
- Якана африканська, Actophilornis africanus

Родина: Баранцеві (Scolopacidae)
- Кульон середній, Numenius phaeopus
- Кульон великий, Numenius arquata
- Грицик великий, Limosa limosa
- Крем'яшник звичайний, Arenaria interpres
- Брижач, Calidris pugnax
- Побережник болотяний, Calidris falcinellus (A)
- Побережник червоногрудий, Calidris ferruginea
- Побережник білохвостий, Calidris temminckii
- Побережник довгопалий, Calidris subminuta (A)
- Побережник білий, Calidris alba
- Побережник чорногрудий, Calidris alpina
- Побережник малий, Calidris minuta
- Побережник арктичний, Calidris melanotos (A)
- Неголь азійський, Limnodromus semipalmatus (H)
- Баранець малий, Lymnocryptes minimus
- Баранець великий, Gallinago media
- Баранець звичайний, Gallinago gallinago
- Баранець африканський, Gallinago nigripennis
- Мородунка, Xenus cinereus
- Плавунець круглодзьобий, Phalaropus lobatus
- Плавунець плоскодзьобий, Phalaropus fulicarius (A)
- Набережник палеарктичний, Actitis hypoleucos
- Коловодник лісовий, Tringa ochropus
- Коловодник чорний, Tringa erythropus
- Коловодник великий, Tringa nebularia
- Коловодник жовтоногий, Tringa flavipes (H)
- Коловодник ставковий, Tringa stagnatilis
- Коловодник болотяний, Tringa glareola
- Коловодник звичайний, Tringa totanus

Родина: Триперсткові (Turnicidae)
- Триперстка африканська, Turnix sylvaticus
- Триперстка-крихітка, Ortyxelos meiffrenii

Родина: Дерихвостові (Glareolidae)
- Бігунець пустельний, Cursorius cursor (A)
- Бігунець сомалійський, Cursorius somalensis
- Бігунець малий, Cursorius temminckii
- Бігунець смугастоволий, Smutsornis africanus
- Бігунець плямистоволий, Rhinoptilus cinctus
- Бігунець червононогий, Rhinoptilus chalcopterus
- Дерихвіст лучний, Glareola pratincola
- Дерихвіст степовий, Glareola nordmanni
- Дерихвіст мадагаскарський, Glareola ocularis (A)
- Дерихвіст скельний, Glareola nuchalis

Родина: Поморникові (Stercorariidae)
- Поморник короткохвостий, Stercorarius parasiticus (A)

Родина: Мартинові (Laridae)
- Мартин тонкодзьобий, Chroicocephalus genei (A)
- Мартин сіроголовий, Chroicocephalus cirrocephalus
- Мартин звичайний, Chroicocephalus ridibundus
- Мартин ставковий, Leucophaeus pipixcan (A)
- Мартин каспійський, Ichthyaetus ichthyaetus
- Мартин сріблястий, Larus argentatus (A)
- Мартин жовтоногий, Larus cachinnans (A)
- Мартин чорнокрилий, Larus fuscus
- Крячок строкатий, Onychoprion fuscatus (A)
- Крячок малий, Sternula albifrons (A)
- Крячок мекранський, Sternula saundersi
- Крячок чорнодзьобий, Gelochelidon nilotica
- Крячок каспійський, Hydroprogne caspia
- Крячок чорний, Chlidonias niger (A)
- Крячок білокрилий, Chlidonias leucopterus
- Крячок білощокий, Chlidonias hybrida
- Крячок річковий, Sterna hirundo (A)
- Крячок полярний, Sterna paradisaea (A)
- Крячок жовтодзьобий, Thalasseus bergii (A)
- Крячок рябодзьобий, Thalasseus sandvicensis
- Водоріз африканський, Rynchops flavirostris

## Лелекоподібні(Ciconiiformes)
Родина: Лелекові (Ciconiidae)
- Лелека-молюскоїд африканський, Anastomus lamelligerus
- Лелека чорний, Ciconia nigra
- Лелека африканський, Ciconia abdimii
- Лелека тропічний, Ciconia microscelis
- Лелека білий, Ciconia ciconia
- Ябіру сенегальський, Ephippiorhynchus senegalensis
- Марабу африканський, Leptoptilos crumenifer
- Лелека-тантал африканський, Mycteria ibis

## Сулоподібні(Suliformes)
Родина: Змієшийкові (Anhingidae)
- Змієшийка африканська, Anhinga rufa

Родина: Бакланові (Phalacrocoracidae)
- Баклан африканський, Microcarbo africanus
- Баклан великий, Phalacrocorax carbo (S)

## Пеліканоподібні(Pelecaniformes)
Родина: Пеліканові (Pelecanidae)
- Пелікан рожевий, Pelecanus onocrotalus
- Пелікан африканський, Pelecanus rufescens

Родина: Китоголовові (Balaenicipididae)
- Китоголов, Balaeniceps rex

Родина: Молотоголовові (Scopidae)
- Молотоголов, Scopus umbretta

Родина: Чаплеві (Ardeidae)
- Бугай водяний, Botaurus stellaris (A)
- Бугайчик звичайний, Ixobrychus minutus
- Бугайчик африканський, Ixobrychus sturmii
- Чапля сіра, Ardea cinerea
- Чапля чорноголова, Ardea melanocephala
- Чапля-велетень, Ardea goliath
- Чапля руда, Ardea purpurea
- Чепура велика, Ardea alba
- Чепура середня, Ardea intermedia
- Чепура мала, Egretta garzetta (S)
- Чапля рифова, Egretta gularis
- Чепура чорна, Egretta ardesiaca
- Чапля єгипетська, Bubulcus ibis
- Чапля жовта, Ardeola ralloides
- Чапля мангрова, Butorides striata (S)
- Квак звичайний, Nycticorax nycticorax
- Квак білобокий, Gorsachius leuconotus

Родина: Ібісові (Threskiornithidae)
- Коровайка бура, Plegadis falcinellus
- Ібіс священний, Threskiornis aethiopicus
- Ібіс-лисоголов марокканський, Geronticus eremita
- Гагедаш, Bostrychia hagedash
- Ібіс рябокрилий, Bostrychia carunculata (E)
- Косар білий, Platalea leucorodia
- Косар африканський, Platalea alba

## Яструбоподібні(Accipitriformes)
Родина: Секретарові (Sagittariidae)
- Птах-секретар, Sagittarius serpentarius

Родина: Скопові (Pandionidae)
- Скопа, Pandion haliaetus

Родина: Яструбові (Accipitridae)
- Шуліка чорноплечий, Elanus caeruleus
- Шуліка вилохвостий, Chelictinia riocourii
- Polyboroides typus(інші мови)
- Ягнятник, Gypaetus barbatus
- Стерв'ятник, Neophron percnopterus
- Осоїд євразійський, Pernis apivorus
- Шуляк африканський, Aviceda cuculoides
- Гриф білоголовий, Trigonoceps occipitalis
- Гриф африканський, Torgos tracheliotos
- Стерв'ятник бурий, Necrosyrtes monachus
- Gyps africanus(інші мови)
- Сип плямистий, Gyps rueppelli
- Сип білоголовий, Gyps fulvus
- Terathopius ecaudatus(інші мови)
- Змієїд блакитноногий, Circaetus gallicus
- Circaetus beaudouini(інші мови) (A)
- Circaetus pectoralis(інші мови)
- Circaetus cinereus(інші мови)
- Circaetus cinerascens(інші мови)
- Шуліка-широкорот, Macheiramphus alcinus
- Орел вінценосний, Stephanoaetus coronatus
- Орел-боєць, Polemaetus bellicosus
- Орел довгочубий, Lophaetus occipitalis
- Підорлик малий, Clanga pomarina
- Підорлик великий, Clanga clanga
- Орел білоголовий, Hieraaetus wahlbergi
- Орел-карлик, Hieraaetus pennatus
- Hieraaetus ayresii(інші мови)
- Орел рудий, Aquila rapax
- Орел степовий, Aquila nipalensis
- Могильник східний, Aquila heliaca
- Беркут, Aquila chrysaetos
- Орел кафрський, Aquila verreauxii
- Aquila spilogaster(інші мови)
- Яструб-ящірколов, Kaupifalco monogrammicus
- Яструб-крикун темний, Melierax metabates
- Яструб-крикун сірий, Melierax poliopterus
- Габар, Micronisus gabar
- Канюк африканський, Butastur rufipennis
- Лунь очеретяний, Circus aeruginosus
- Circus ranivorus(інші мови) (A)
- Лунь степовий, Circus macrourus
- Лунь лучний, Circus pygargus
- Яструб ангольський, Accipiter tachiro
- Яструб туркестанський, Accipiter badius
- Яструб коротконогий, Accipiter brevipes (A)
- Яструб савановий, Accipiter minullus
- Яструб намібійський, Accipiter ovampensis (A)
- Яструб малий, Accipiter nisus
- Яструб кенійський, Accipiter rufiventris
- Яструб чорний, Accipiter melanoleucus
- Шуліка чорний, Milvus migrans (S)
- Орлан-крикун, Haliaeetus vocifer
- Канюк звичайний, Buteo buteo (S)
- Buteo oreophilus(інші мови)
- Канюк степовий, Buteo rufinus
- Buteo auguralis(інші мови)
- Buteo augur(інші мови)

## Совоподібні(Strigiformes)
Родина: Сипухові (Tytonidae)
- Сипуха африканська, Tyto capensis
- Сипуха крапчаста, Tyto alba

Родина: Совові (Strigidae)
- Сплюшка євразійська, Otus scops
- Сплюшка африканська, Otus senegalensis
- Сплюшка сіра, Ptilopsis leucotis
- Пугач пустельний, Bubo ascalaphus
- Пугач капський, Bubo capensis
- Пугач сірий, Bubo cinerascens
- Пугач блідий, Bubo lacteus
- Сова-рибоїд смугаста, Scotopelia peli
- Сичик-горобець савановий, Glaucidium perlatum
- Сич хатній, Athene noctua
- Сова-лісовик африканська, Strix woodfordii
- Сова ефіопська, Asio abyssinicus
- Сова болотяна, Asio flammeus
- Сова африканська, Asio capensis

## Чепігоподібні(Coliiformes)
Родина: Чепігові (Coliidae)
- Чепіга бурокрила, Colius striatus
- Чепіга білоголова, Colius leucocephalus (A)
- Паяро синьошиїй, Urocolius macrourus

## Трогоноподібні(Trogoniformes)
Родина: Трогонові (Trogonidae)
- Трогон зелений, Apaloderma narina

## Bucerotiformes
Родина: Одудові (Upupidae)
- Одуд, Upupa epops (S)

Родина: Слотнякові (Phoeniculidae)
- Слотняк пурпуровий, Phoeniculus purpureus
- Слотняк фіолетовий, Phoeniculus damarensis (A)
- Слотняк ефіопський, Phoeniculus somaliensis
- Ірисор чорний, Rhinopomastus aterrimus
- Ірисор малий, Rhinopomastus minor

Родина: Кромкачні (Bucorvidae)
- Кромкач абісинський, Bucorvus abyssinicus

Родина: Птахи-носороги (Bucerotidae)
- Токо бурий, Lophoceros alboterminatus
- Токо ефіопський, Lophoceros hemprichii
- Токо плямистодзьобий, Lophoceros nasutus
- Токо жовтодзьобий, Tockus flavirostris
- Токо кенійський, Tockus jacksoni (A)
- Токо чорнокрилий, Tockus deckeni
- Токо червонодзьобий, Tockus erythrorhynchus
- Калао сріблястощокий, Bycanistes brevis

## Сиворакшоподібні(Coraciiformes)
Родина: Рибалочкові (Alcedinidae)
- Рибалочка блакитний, Alcedo atthis (A)
- Рибалочка кобальтовий, Alcedo semitorquata
- Рибалочка діадемовий, Corythornis cristatus
- Рибалочка-крихітка синьоголовий, Ispidina picta
- Альціон сіроголовий, Halcyon leucocephala
- Альціон сенегальський, Halcyon senegalensis
- Альціон блакитний, Halcyon malimbica
- Альціон малий, Halcyon chelicuti
- Рибалочка-чубань африканський, Megaceryle maximus
- Рибалочка строкатий, Ceryle rudis

Родина: Бджолоїдкові (Meropidae)
- Бджолоїдка червоногорла, Merops bulocki
- Бджолоїдка карликова, Merops pusillus
- Бджолоїдка синьовола, Merops variegatus
- Бджолоїдка вилохвоста, Merops hirundineus
- Бджолоїдка сомалійська, Merops revoilii
- Бджолоїдка білогорла, Merops albicollis
- Бджолоїдка мала, Merops orientalis
- Бджолоїдка зелена, Merops persicus
- Бджолоїдка оливкова, Merops superciliosus
- Бджолоїдка звичайна, Merops apiaster
- Бджолоїдка малинова, Merops nubicus

Родина: Сиворакшові (Coraciidae)
- Сиворакша євразійська, Coracias garrulus
- Сиворакша абісинська, Coracias abyssinica
- Сиворакша рожевовола, Coracias caudata
- Сиворакша білоброва, Coracias naevia
- Широкорот африканський, Eurystomus glaucurus

## Дятлоподібні(Piciformes)
Родина: Лібійні (Lybiidae)
- Барбудо вогнистоголовий, Trachyphonus erythrocephalus
- Барбудо жовтогорлий, Trachyphonus margaritatus
- Барбудо плямистоголовий, Trachyphonus darnaudii
- Барбіон червонолобий, Pogoniulus pusillus
- Барбіон жовтолобий, Pogoniulus chrysoconus
- Лібія-зубодзьоб білогорла, Tricholaema diademata
- Лібія-зубодзьоб мала, Tricholaema melanocephala
- Лібія червонолоба, Lybius undatus
- Лібія світлокрила, Lybius vieilloti (A)
- Лібія чорнодзьоба, Lybius guifsobalito
- Лібія червона, Lybius bidentatus

Родина: Воскоїдові (Indicatoridae)
- Ковтач сіроголовий, Prodotiscus zambesiae
- Ковтач світлочеревий, Prodotiscus regulus
- Воскоїд малий, Indicator minor
- Воскоїд строкатий, Indicator variegatus
- Воскоїд великий, Indicator indicator

Родина: Дятлові (Picidae)
- Крутиголовка звичайна, Jynx torquilla
- Крутиголовка африканська, Jynx ruficollis
- Дятел абісинський, Dendropicos abyssinicus
- Дятел сірощокий, Dendropicos fuscescens
- Дятел бородатий, Chloropicus namaquus
- Дятел бурокрилий, Dendropicos obsoletus
- Дятел сірошиїй, Dendropicos goertae
- Дятел ефіопський, Dendropicos spodocephalus
- Дятлик зеленокрилий, Campethera cailliautii
- Дятлик нубійський, Campethera nubica

## Соколоподібні(Falconiformes)
Родина: Соколові (Falconidae)
- Сокіл-крихітка африканський, Polihierax semitorquatus
- Боривітер степовий, Falco naumanni
- Боривітер звичайний, Falco tinnunculus
- Боривітер великий Falco rupicoloides
- Боривітер рудий, Falco alopex
- Боривітер сірий, Falco ardosiaceus
- Турумті, Falco chicquera
- Кібчик червононогий, Falco vespertinus (A)
- Кібчик амурський, Falco amurensis (A)
- Підсоколик Елеонори, Falco eleonorae (A)
- Підсоколик сірий, Falco concolor (A)
- Підсоколик великий, Falco subbuteo
- Підсоколик африканський, Falco cuvierii
- Ланер, Falco biarmicus
- Балабан, Falco cherrug
- Сапсан, Falco peregrinus
- Сокіл-малюк, Falco fasciinucha

## Папугоподібні(Psittaciformes)
Родина: Psittaculidae
- Папуга Крамера, Psittacula krameri
- Нерозлучник гвінейський, Agapornis pullarius
- Нерозлучник чорнокрилий, Agapornis taranta

Родина: Папугові (Psittacidae)
- Папуга-довгокрил жовтоплечий, Poicephalus meyeri
- Папуга-довгокрил червоногрудий, Poicephalus rufiventris
- Папуга-довгокрил жовтоголовий, Poicephalus flavifrons (E)

## Горобцеподібні(Passeriformes)
Родина: Пітові (Pittidae)
- Піта ангольська, Pitta angolensis (A)

Родина: Личинкоїдові (Campephagidae)
- Шикачик сірий, Ceblepyris caesius
- Шикачик білочеревий, Ceblepyris pectoralis
- Личинкоїд південний, Campephaga flava
- Личинкоїд червоноплечий, Campephaga phoenicea

Родина: Вивільгові (Oriolidae)
- Вивільга звичайна, Oriolus oriolus
- Вивільга золота, Oriolus auratus
- Вивільга ефіопська, Oriolus monacha
- Вивільга південна, Oriolus larvatus'

Родина: Прирітникові (Platysteiridae)
- Прирітник рубіновобровий, Platysteira cyanea
- Приріт акацієвий, Batis orientalis
- Приріт західний, Batis erlangeri
- Приріт карликовий, Batis perkeo

Родина: Вангові (Vangidae)
- Багадаїс білочубий, Prionops plumatus

Родина: Гладіаторові (Malaconotidae)
- Брубру, Nilaus afer
- Кубла північна, Dryoscopus gambensis
- Кубла мала, Dryoscopus pringlii
- Чагра чорноголова, Tchagra minuta
- Чагра велика, Tchagra senegalus
- Чагра мала, Tchagra jamesi
- Гонолек строкатоголовий, Laniarius ruficeps
- Гонолек чагарниковий, Laniarius aethiopicus
- Гонолек жовтоокий, Laniarius erythrogaster
- Гонолек ефіопський, Laniarius funebris
- Чагра червоногорла, Rhodophoneus cruentus
- Вюргер золотистий, Telophorus sulfureopectus
- Гладіатор сіроголовий, Malaconotus blanchoti

Родина: Дронгові (Dicruridae)
- Дронго вилохвостий, Dicrurus adsimilis
- Дронго савановий, Dicrurus divaricatus

Родина: Монархові (Monarchidae)
- Монарх-довгохвіст африканський, Terpsiphone viridis

Родина: Сорокопудові (Laniidae)
- Сорокопуд терновий, Lanius collurio
- Lanius phoenicuroides(інші мови)
- Сорокопуд рудохвостий, Lanius isabellinus
- Сорокопуд сірий, Lanius excubitor
- Сорокопуд чорнолобий, Lanius minor
- Сорокопуд чорноплечий, Lanius excubitoroides
- Сорокопуд ефіопський, Lanius dorsalis
- Сорокопуд сомалійський, Lanius somalicus
- Lanius humeralis(інші мови)
- Сорокопуд білолобий, Lanius nubicus
- Сорокопуд червоноголовий, Lanius senator
- Сорокопуд-білоголов східний, Eurocephalus ruppelli

Родина: Воронові (Corvidae)
- Джиджітка чагарникова, Zavattariornis stresemanni (E)
- Клушиця, Pyrrhocorax pyrrhocorax
- Піакпіак, Ptilostomus afer
- Ворона індійська, Corvus splendens (A)
- Ворона капська, Corvus capensis
- Крук строкатий, Corvus albus
- Крук пустельний, Corvus ruficollis (A)
- Крук еритрейський, Corvus edithae
- Крук короткохвостий, Corvus rhipidurus
- Крук ефіопський, Corvus crassirostris

Родина: Hyliotidae
- Оксамитник жовточеревий, Hyliota flavigaster

Родина: Синицеві (Paridae)
- Синиця білоплеча, Melaniparus guineensis
- Синиця африканська, Melaniparus leucomelas
- Синиця саванова, Melaniparus thruppi
- Синиця білоспинна, Melaniparus leuconotus

Родина: Ремезові (Remizidae)
- Ремез сахелевий, Anthoscopus punctifrons (A)
- Ремез блідий, Anthoscopus musculus
- Ремез золотолобий, Anthoscopus flavifrons (A)

Родина: Жайворонкові (Alaudidae)
- Пікір великий, Alaemon alaudipes
- Фірлюк рудогузий, Pinarocorys erythropygia (A)
- Жайворонок вохристий, Ammomanes cinctura (H)
- Жайворонок пустельний, Ammomanes deserti
- Жервінчик білощокий, Eremopterix leucotis
- Жервінчик білолобий, Eremopterix nigriceps
- Жервінчик плямистий, Eremopterix signatus
- Алондра рудощока, Calendulauda poecilosterna
- Алондра східна, Calendulauda alopex
- Шпорець сомалійський, Heteromirafra archeri
- Фірлюк смугастошиїй, Mirafra collaris
- Фірлюк великий, Mirafra hypermetra
- Фірлюк африканський, Mirafra africana (A)
- Фірлюк коричневий, Mirafra rufocinnamomea
- Фірлюк східний, Mirafra pulpa (A)
- Фірлюк білохвостий, Mirafra albicauda (A)
- Фірлюк чагарниковий, Mirafra cantillans
- Фірлюк еритрейський, Mirafra gilletti
- Жайворонок ефіопський, Calandrella blanfordi
- Жайворонок рудоголовий, Calandrella eremica (A)
- Жайворонок малий, Calandrella brachydactyla
- Жайворонок двоплямистий, Melanocorypha bimaculata
- Жайворонок сомалійський, Alaudala somalica
- Жайворонок короткохвостий, Spizocorys fremantlii
- Терера маскова, Spizocorys personata
- Посмітюха короткопала, Galerida theklae
- Посмітюха звичайна, Galerida cristata

Родина: Macrosphenidae
- Кромбек північний, Sylvietta brachyura
- Кромбек білогорлий, Sylvietta philippae
- Кромбек рудий, Sylvietta whytii
- Кромбек сомалійський, Sylvietta isabellina
- Очеретянка вусата, Melocichla mentalis

Родина: Тамікові (Cisticolidae)
- Жовтобрюшка сомалійська, Eremomela flavicrissalis
- Жовтобрюшка світлоброва, Eremomela icteropygialis
- Жовтобрюшка маскова, Eremomela canescens
- Зебринка сіра, Calamonastes simplex
- Цвіркач сіробокий, Camaroptera brevicaudata
- Акаційовик, Phyllolais pulchella
- Нікорник жовтоволий, Apalis flavida
- Принія афро-азійська, Prinia gracilis
- Принія африканська, Prinia subflava
- Принія бліда, Prinia somalica
- Принія рудокрила, Prinia erythroptera
- Принія пустельна, Prinia rufifrons
- Таміка рудощока, Cisticola erythrops
- Таміка співоча, Cisticola cantans
- Таміка боранська, Cisticola bodessa
- Таміка іржастоголова, Cisticola chiniana
- Таміка попеляста, Cisticola cinereolus
- Таміка червоноголова, Cisticola ruficeps
- Таміка східна, Cisticola haematocephalus
- Таміка західна, Cisticola galactotes
- Таміка-товстун, Cisticola robustus
- Таміка строката, Cisticola natalensis
- Таміка саванова, Cisticola brachypterus
- Таміка руда, Cisticola troglodytes
- Таміка ефіопська, Cisticola nana
- Таміка віялохвоста, Cisticola juncidis
- Таміка пустельна, Cisticola aridulus
- Таміка рудошия, Cisticola eximius
- Таміка світлоголова, Cisticola brunnescens

Родина: Очеретянкові (Acrocephalidae)
- Берестянка бліда, Iduna pallida
- Iduna natalensis
- Берестянка пустельна, Hippolais languida
- Берестянка оливкова, Hippolais olivetorum
- Берестянка звичайна, Hippolais icterina
- Очеретянка лучна, Acrocephalus schoenobaenus
- Очеретянка чагарникова, Acrocephalus palustris
- Очеретянка ставкова, Acrocephalus scirpaceus
- Очеретянка африканська, Acrocephalus baeticatus
- Очеретянка ірацька, Acrocephalus griseldis
- Очеретянка світлоброва, Acrocephalus gracilirostris
- Очеретянка велика, Acrocephalus arundinaceus

Родина: Кобилочкові (Locustellidae)
- Куцокрил бамбуковий, Locustella alfredi
- Кобилочка річкова, Locustella fluviatilis
- Кобилочка солов'їна, Locustella luscinioides
- Кобилочка-цвіркун, Locustella naevia
- Широкохвіст африканський, Catriscus brevirostris
- Куцокрил брунатний, Bradypterus cinnamomeus
- Куцокрил болотяний, Bradypterus baboecala
- Bradypterus centralis

Родина: Ластівкові (Hirundinidae)
- Ластівка мала, Riparia paludicola
- Ластівка берегова, Riparia riparia
- Ластівка білоброва, Neophedina cincta
- Ластівка скельна, Ptyonoprogne rupestris
- Ластівка афро-азійська, Ptyonoprogne fuligula
- Ластівка сільська, Hirundo rustica
- Ластівка червоновола, Hirundo lucida
- Ластівка ефіопська, Hirundo aethiopica
- Ластівка ниткохвоста, Hirundo smithii
- Ластівка білохвоста, Hirundo megaensis (E)
- Ластівка даурська, Cecropis daurica (S)
- Ластівка абісинська, Cecropis abyssinica
- Ластівка сенегальська, Cecropis senegalensis
- Ясківка червономорська, Petrochelidon perdita (A)
- Ластівка міська, Delichon urbicum
- Жалібничка білоголова, Psalidoprocne albiceps (A)
- Жалібничка білоплеча, Psalidoprocne pristoptera
- Ластівка сірогуза, Pseudhirundo griseopyga

Родина: Бюльбюлеві (Pycnonotidae)
- Бюльбюль білоокий, Andropadus importunus (A)
- Жовточеревець сенегальський, Atimastillas flavicollis
- Торо суданський, Phyllastrephus strepitans
- Бюльбюль темноголовий, Pycnonotus barbatus

Родина: Вівчарикові (Phylloscopidae)
- Вівчарик жовтобровий, Phylloscopus sibilatrix (A)
- Вівчарик золотогузий, Phylloscopus orientalis
- Вівчарик весняний, Phylloscopus trochilus
- Вівчарик-ковалик, Phylloscopus collybita
- Вівчарик брунатний, Phylloscopus umbrovirens

Родина: Кропив'янкові (Sylviidae)
- Кропив'янка чорноголова, Sylvia atricapilla
- Кропив'янка садова, Sylvia borin
- Тимелія ефіопська, Sylvia galinieri (E)
- Тимелія абісинська, Sylvia abyssinica
- Кропив'янка рябогруда, Curruca nisoria
- Кропив'янка чорносмуга, Curruca boehmi
- Кропив'янка прудка, Curruca curruca
- Кропив'янка бура, Curruca lugens
- Кропив'янка співоча, Curruca hortensis
- Кропив'янка товстодзьоба, Curruca crassirostris
- Кропив'янка пустельна, Curruca nana
- Кропив'янка біловуса, Curruca mystacea
- Кропив'янка Рюпеля, Curruca ruppeli (H)
- Кропив'янка червоновола, Curruca cantillans (A)
- Кропив'янка сіра, Curruca communis

Родина: Окулярникові (Zosteropidae)
- Окулярник савановий, Zosterops flavilateralis
- Окулярник абісинський, Zosterops abyssinicus
- Окулярник мінливобарвний, Zosterops poliogastrus
- Окулярник сенегальський, Zosterops senegalensis

Родина: Leiothrichidae
- Кратеропа руда, Argya rubiginosa
- Кратеропа брунатна, Argya aylmeri
- Кратеропа сахарська, Argya fulva
- Кратеропа саванова, Turdoides plebejus
- Кратеропа білогуза, Turdoides leucopygia
- Кратеропа сомалійська, Turdoides squamulata
- Кратеропа білоголова, Turdoides leucocephala
- Кратеропа плямистовола, Turdoides tenebrosa

Родина: Підкоришникові (Certhiidae)
- Гримперія африканська, Salpornis salvadori

Родина: Ґедзеїдові (Buphagidae)
- Ґедзеїд червонодзьобий, Buphagus erythrorynchus
- Ґедзеїд жовтодзьобий, Buphagus africanus

Родина: Шпакові (Sturnidae)
- Шпак звичайний, Sturnus vulgaris (A)
- Шпак жовтоголовий, Creatophora cinerea
- Шпак рожевий, Pastor roseus (A)
- Шпак-куцохвіст аметистовий, Cinnyricinclus leucogaster
- Моріо тонкодзьобий, Onychognathus tenuirostris
- Моріо рудокрилий, Onychognathus morio
- Моріо ефіопський, Onychognathus albirostris
- Моріо кенійський, Onychognathus salvadorii
- Моріо сомалійський, Onychognathus blythii
- Шпак ефіопський, Speculipastor bicolor
- Шпак-куцохвіст рудочеревий, Poeoptera sharpii
- Шпак-гострохвіст угандійський, Poeoptera stuhlmanni
- Мерл сомалійський, Lamprotornis shelleyi
- Мерл бронзовоголовий, Lamprotornis purpuroptera
- Мерл темнощокий, Lamprotornis splendidus
- Мерл золотогрудий, Lamprotornis regius
- Мерл багатобарвний, Lamprotornis superbus
- Мерл рудочеревий, Lamprotornis pulcher
- Мерл строкатий, Lamprotornis albicapillus
- Мерл сірий, Lamprotornis fischeri
- Мерл синьощокий, Lamprotornis chloropterus
- Мерл зелений, Lamprotornis chalybaeus

Родина: Дроздові (Turdidae)
- Квічаль абісинський, Geokichla piaggiae
- Дрізд-землекоп, Turdus litsitsirupa
- Дрізд співочий, Turdus philomelos
- Дрізд абісинський, Turdus abyssinicus
- Дрізд танзанійський, Turdus tephronotus
- Дрізд африканський, Turdus pelios

Родина: Мухоловкові (Muscicapidae)
- Мухоловка темна, Muscicapa adusta
- Мухоловка сіра, Muscicapa striata
- Мухоловка акацієва, Muscicapa gambagae
- Мухоловка ліберійська, Muscicapa cassini (H)
- Мухарка попеляста, Melaenornis microrhynchus
- Мухарка бліда, Melaenornis pallidus
- Мухоловка сива, Myioparus plumbeus
- Мухарка сріблиста, Empidornis semipartitus
- Мухарка чорна, Melaenornis edolioides
- Мухарка брунатна, Melaenornis chocolatinus
- Альзакола чорна, Cercotrichas podobe
- Cercotrichas galactotes
- Альзакола білоброва, Cercotrichas leucophrys
- Золотокіс рудочеревий, Cossypha semirufa
- Золотокіс білобровий, Cossypha heuglini
- Золотокіс рудоголовий, Cossypha natalensis
- Золотокіс сіроголовий, Cossypha niveicapilla
- Золотокіс білоголовий, Cossypha albicapilla
- Тирч плямистоволий, Cichladusa guttata
- Соловейко білогорлий, Irania gutturalis
- Соловейко східний, Luscinia luscinia
- Соловейко західний, Luscinia megarhynchos
- Синьошийка, Luscinia svecica
- Мухоловка кавказька, Ficedula semitorquata
- Мухоловка строката, Ficedula hypoleuca (H)
- Горихвістка звичайна, Phoenicurus phoenicurus
- Горихвістка чорна, Phoenicurus ochruros
- Камінчак білокрилий, Monticola semirufus
- Скеляр малий, Monticola rufocinereus
- Скеляр строкатий, Monticola saxatilis
- Скеляр синій, Monticola solitarius
- Трав'янка лучна, Saxicola rubetra
- Saxicola maurus (S)
- Saxicola torquatus
- Трактрак темний, Pinarochroa sordida
- Камінчак рудочеревий, Thamnolaea cinnamomeiventris
- Смолярик еритрейський, Myrmecocichla melaena
- Кам'янка звичайна, Oenanthe oenanthe
- Кам'янка рудовола, Oenanthe bottae
- Кам'янка попеляста, Oenanthe isabellina
- Кам'янка брунатна, Oenanthe heuglinii
- Кам'янка пустельна, Oenanthe deserti
- Кам'янка кіпрська, Oenanthe cypriaca (A)
- Кам'янка строката, Oenanthe melanoleuca
- Кам'янка лиса, Oenanthe pleschanka
- Смолярик білолобий, Oenanthe albifrons
- Кам'янка сомалійська, Oenanthe phillipsi
- Oenanthe melanura(інші мови)
- Oenanthe familiaris(інші мови)
- Oenanthe dubia
- Oenanthe scotocerca(інші мови)
- Oenanthe leucopyga(інші мови)
- Oenanthe lugubris(інші мови)
- Oenanthe lugens(інші мови)
- Oenanthe chrysopygia(інші мови) (A)

Родина: Нектаркові (Nectariniidae)
- Саїманга пурпурова, Anthreptes orientalis
- Саїманга зеленовола, Hedydipna collaris
- Саїманга західна, Hedydipna platura (A)
- Саїманга довгохвоста, Hedydipna metallica
- Нектарик оливковий, Cyanomitra olivacea
- Нектарець червоноволий, Chalcomitra senegalensis
- Нектарець сомалійський, Chalcomitra hunteri
- Нектарка золотоголова, Nectarinia tacazze
- Нектарка бронзова, Nectarinia kilimensis
- Нектарка малахітова, Nectarinia famosa
- Маріка смарагдова, Cinnyris chloropygius
- Маріка-ельф, Cinnyris pulchellus
- Маріка чорнокрила, Cinnyris mariquensis
- Маріка суданська, Cinnyris erythrocercus (H)
- Маріка чорночерева, Cinnyris nectarinioides
- Маріка пурпуровосмуга, Cinnyris bifasciatus (A)
- Маріка блискотлива, Cinnyris habessinicus
- Маріка різнобарвна, Cinnyris venustus
- Маріка міднобарвна, Cinnyris cupreus

Родина: Ткачикові (Ploceidae)
- Алекто білодзьобий, Bubalornis albirostris
- Алекто червонодзьобий, Bubalornis niger
- Алекто білоголовий, Dinemellia dinemelli
- Магалі-вусань північний, Sporopipes frontalis
- Магалі білобровий, Plocepasser mahali
- Магалі рудоголовий, Plocepasser superciliosus
- Магалі чагарниковий, Plocepasser donaldsoni
- Громадник сіроголовий, Pseudonigrita arnaudi
- Громадник чорноголовий, Pseudonigrita cabanisi
- Малімб червоноголовий, Anaplectes rubriceps
- Ткачик золотолобий, Ploceus baglafecht
- Ткачик малий, Ploceus luteolus
- Ткачик короткокрилий, Ploceus nigricollis
- Ткачик чорногорлий, Ploceus ocularis
- Ткачик пальмовий, Ploceus bojeri (A)
- Ткачик озерний, Ploceus taeniopterus
- Ткачик савановий, Ploceus intermedius
- Ткачик акацієвий, Ploceus vitellinus
- Ткачик рудощокий, Ploceus galbula
- Ткачик сомалійський, Ploceus spekei
- Ткачик великий, Ploceus cucullatus
- Ткачик жовтоспинний, Ploceus dichrocephalus
- Ткачик чорноголовий, Ploceus melanocephalus
- Ткачик каштановий, Ploceus rubiginosus
- Ткачик суданський, Ploceus badius (H)
- Ткачик товстодзьобий, Ploceus superciliosus
- Квелія кардиналова, Quelea cardinalis
- Квелія червоноголова, Quelea erythrops
- Квелія червонодзьоба, Quelea quelea
- Вайдаг червоний, Euplectes franciscanus
- Вайдаг чорнокрилий, Euplectes hordeaceus
- Вайдаг чорний, Euplectes gierowii
- Вайдаг золотистий, Euplectes afer
- Вайдаг товстодзьобий, Euplectes capensis
- Вайдаг білокрилий, Euplectes albonotatus
- Вайдаг жовтоплечий, Euplectes macroura
- Вайдаг великий, Euplectes ardens
- Вайдаг червоноплечий, Euplectes axillaris
- Ткачик білолобий, Amblyospiza albifrons

Родина: Астрильдові (Estrildidae)
- Сріблодзьоб сіроголовий, Spermestes griseicapilla
- Сріблодзьоб чорноволий, Spermestes cucullata
- Сріблодзьоб строкатий, Spermestes bicolor
- Сріблодзьоб великий, Spermestes fringilloides
- Сріблодзьоб чорногузий, Euodice cantans
- Астрильд ефіопський, Coccopygia quartinia
- Астрильд зелений, Mandingoa nitidula
- Червоногуз ефіопський, Cryptospiza salvadorii
- Астрильд рудогузий, Brunhilda charmosyna
- Астрильд абісинський, Estrilda ochrogaster
- Астрильд смугастий, Estrilda astrild
- Астрильд сірий, Estrilda troglodytes
- Астрильд червонокрилий, Estrilda rhodopyga
- Луговик чорнощокий, Ortygospiza atricollis
- Амадина червоногорла, Amadina fasciata
- Бенгалик золотогрудий, Amandava subflava
- Астрильд пурпуровий, Granatina ianthinogaster
- Астрильд-метелик червонощокий, Uraeginthus bengalus
- Астрильд-метелик синьоголовий, Uraeginthus cyanocephalus
- Мельба строката, Pytilia melba
- Мельба золотокрила, Pytilia afra
- Мельба сіра, Pytilia lineata (E)
- Амарант червонодзьобий, Lagonosticta senegala
- Амарант червоний, Lagonosticta rubricata
- Амарант рожевий, Lagonosticta rhodopareia
- Амарант савановий, Lagonosticta rufopicta
- Амарант масковий, Lagonosticta larvata

Родина: Вдовичкові (Viduidae)
- Вдовичка білочерева, Vidua macroura
- Вдовичка сахелева, Vidua orientalis
- Вдовичка рудошия, Vidua interjecta
- Вдовичка райська, Vidua paradisaea
- Вдовичка сапфірова, Vidua hypocherina
- Вдовичка світлохвоста, Vidua fischeri
- Вдовичка червононога, Vidua chalybeata
- Вдовичка садова, Vidua wilsoni
- Вдовичка-самітниця, Vidua raricola
- Вдовичка чагарникова, Vidua larvaticola
- Вдовичка пурпурова, Vidua purpurascens (A)
- Зозульчак, Anomalospiza imberbis

Родина: Горобцеві (Passeridae)
- Горобець хатній, Passer domesticus
- Горобець рудоголовий, Passer castanopterus
- Горобець ефіопський, Passer shelleyi
- Горобець сіроголовий, Passer griseus
- Горобець сірий, Passer swainsonii
- Горобець товстодзьобий, Passer gongonensis
- Горобець жовтий, Passer luteus
- Горобець іржастий, Passer eminibey
- Горобець сахелевий, Gymnoris pyrgita
- Горобець малий, Gymnoris dentata
- Горобець білобровий, Gymnoris superciliaris

Родина: Плискові (Motacillidae)
- Плиска ефіопська, Motacilla clara
- Плиска гірська, Motacilla cinerea
- Плиска жовта, Motacilla flava
- Плиска жовтоголова, Motacilla citreola (A)
- Плиска строката, Motacilla aguimp
- Плиска біла, Motacilla alba
- Щеврик рудий, Anthus cinnamomeus
- Щеврик довгодзьобий, Anthus similis
- Щеврик польовий, Anthus campestris
- Щеврик-велет, Anthus leucophrys
- Щеврик лісовий, Anthus trivialis
- Щеврик червоногрудий, Anthus cervinus
- Щеврик чагарниковий, Anthus caffer (A)
- Щеврик золотистий, Tmetothylacus tenellus
- Пікулик ефіопський, Macronyx flavicollis (E)

Родина: В'юркові (Fringillidae)
- Щедрик білогузий, Crithagra leucopygia
- Щедрик жовтолобий, Crithagra mozambica
- Щедрик масковий, Crithagra citrinelloides
- Щедрик східний, Crithagra hyposticta (A)
- Щедрик буроволий, Crithagra reichenowi
- Щедрик еритрейський, Crithagra xanthopygia
- Щедрик білочеревий, Crithagra dorsostriata
- Щедрик жовтогорлий, Crithagra flavigula (E)
- Щедрик абісинський, Crithagra xantholaema (E)
- Щедрик великодзьобий, Crithagra donaldsoni
- Щедрик строкатий, Crithagra striolata
- Crithagra striatipectus
- Щедрик бурогузий, Crithagra tristriata
- Чечітка смугаста, Crithagra ankoberensis (E)
- Serinus flavivertex(інші мови)
- Щедрик ефіопський, Serinus nigriceps (E)

Родина: Вівсянкові (Emberizidae)
- Вівсянка бурогуза, Emberiza affinis
- Вівсянка сіра, Emberiza cineracea
- Вівсянка садова, Emberiza hortulana
- Вівсянка сивоголова, Emberiza caesia (A)
- Вівсянка жовточерева, Emberiza flaviventris
- Вівсянка сомалійська, Emberiza poliopleura
- Вівсянка каштанова, Emberiza tahapisi
- Вівсянка сірогорла, Emberiza goslingi (A)
- Вівсянка строкатоголова, Emberiza striolata